# Adatara
Adatara (jap. 安達太良山 Adatara-yama) – góra wulkaniczna (stratowulkan) i jednocześnie pasmo górskie w Japonii (region Tōhoku), należące do pasa wulkanicznego Nasu i łańcucha gór Ōu (Ōu-sanmyaku). Znajduje się on na południowym krańcu Parku Narodowego Bandai-Asahi i biegnie południkowo na długości około 9 km. 
Oprócz szczytu Adatara (1700 m), do pasma należą góry: Oshō (1602), Tetsu (1709), Minowa (1718) i Onigatsura/Kimen (1482).

## Galeria

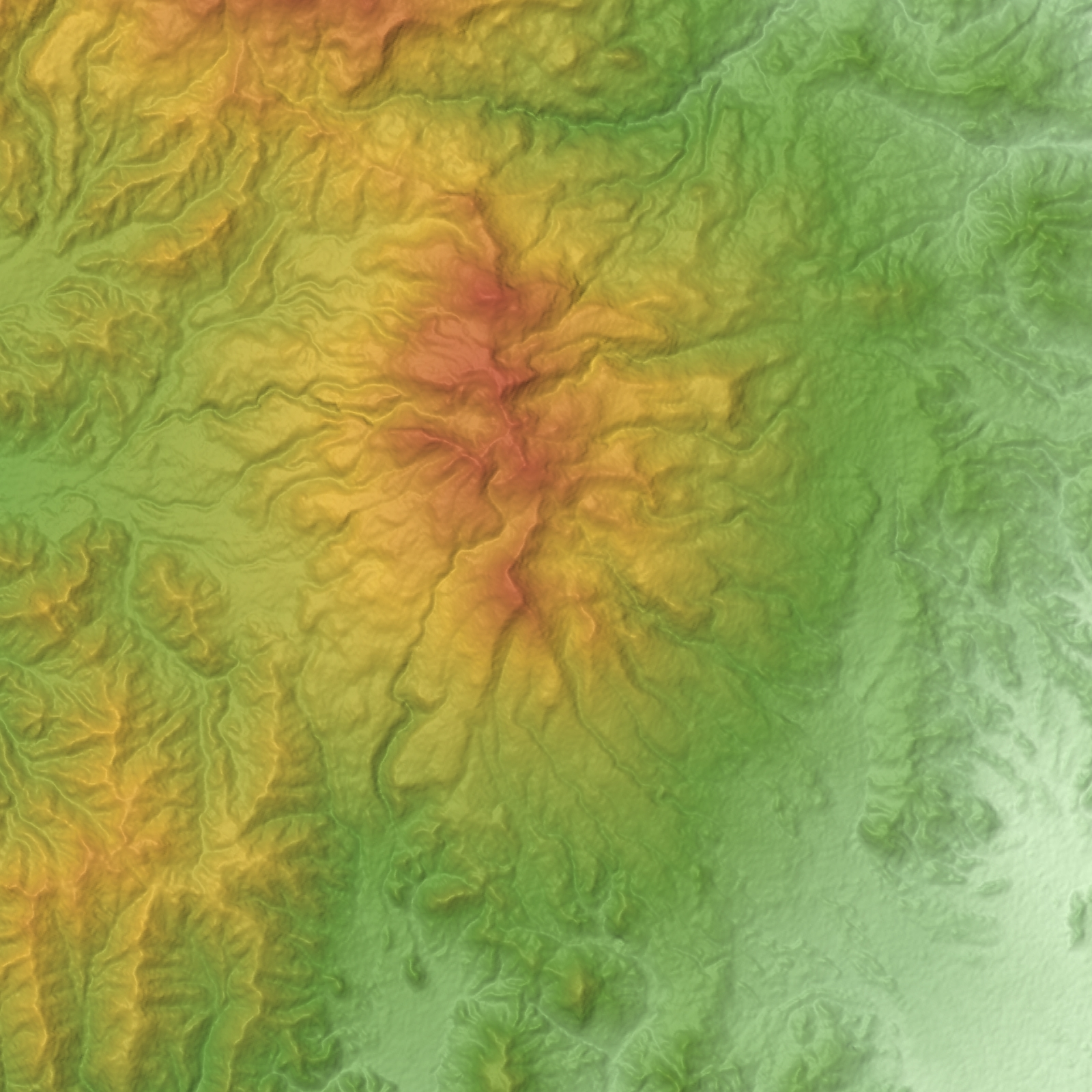
Masyw Adatara
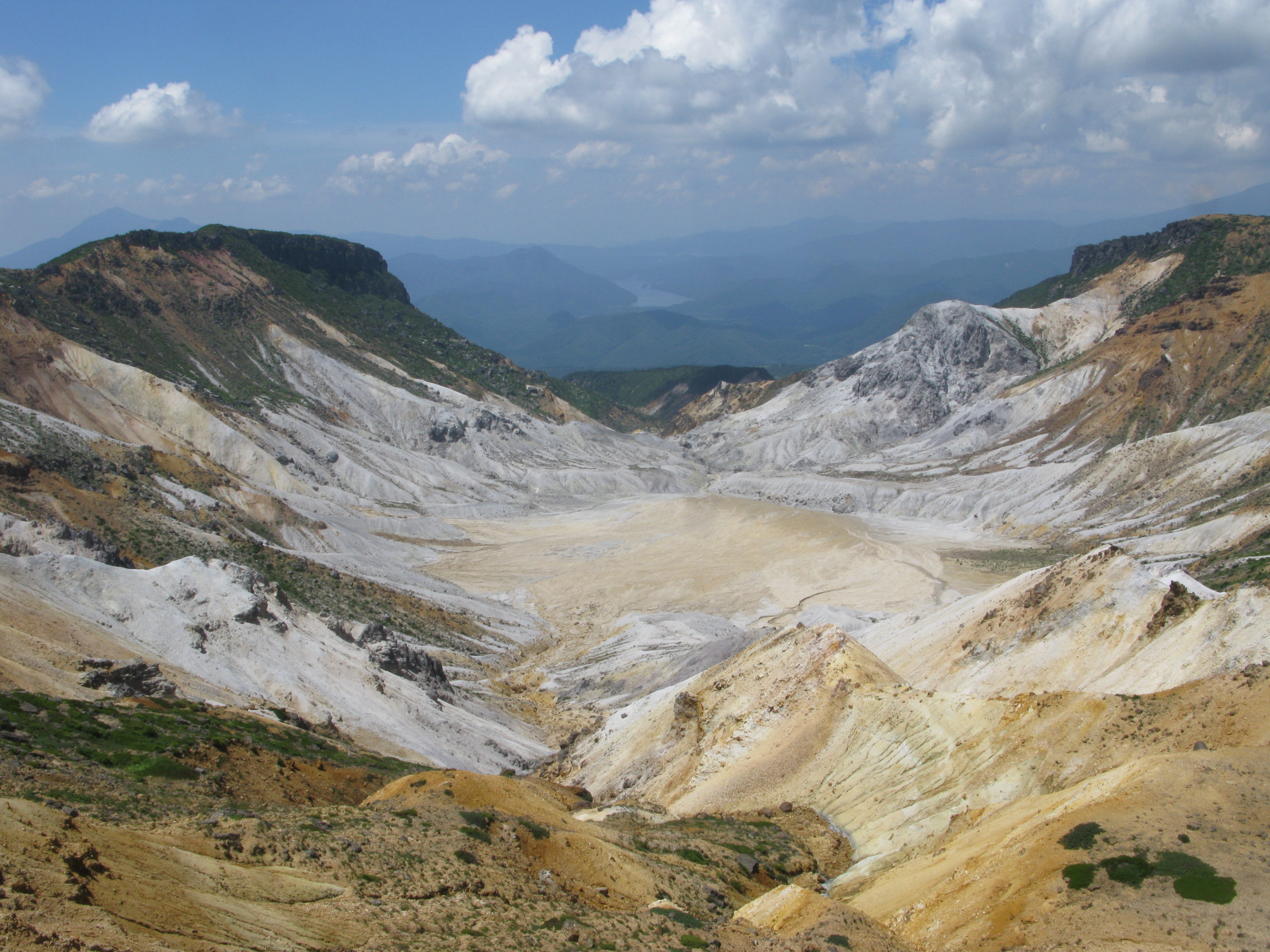
Krater Numa-no-taira
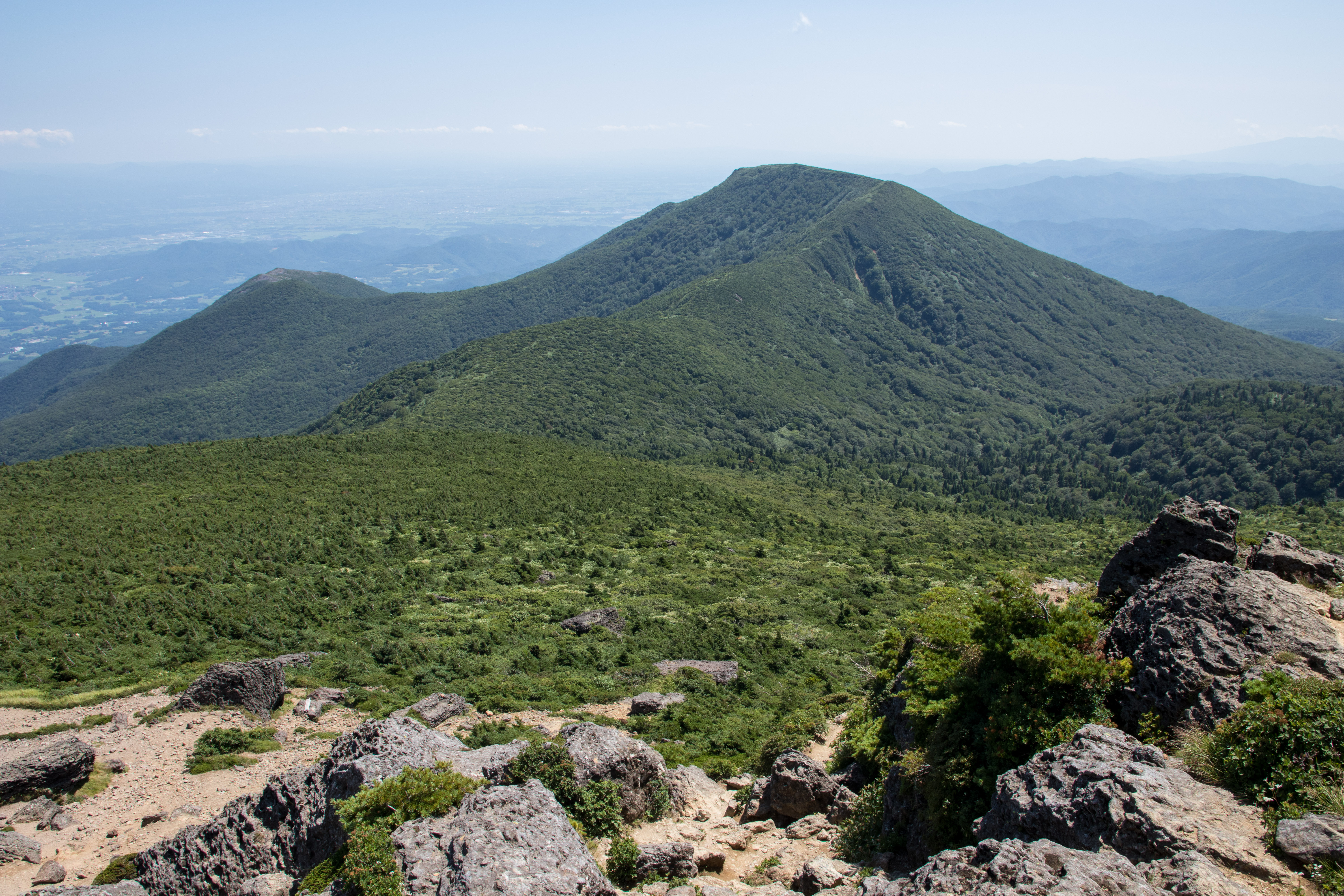
Góra Oshō
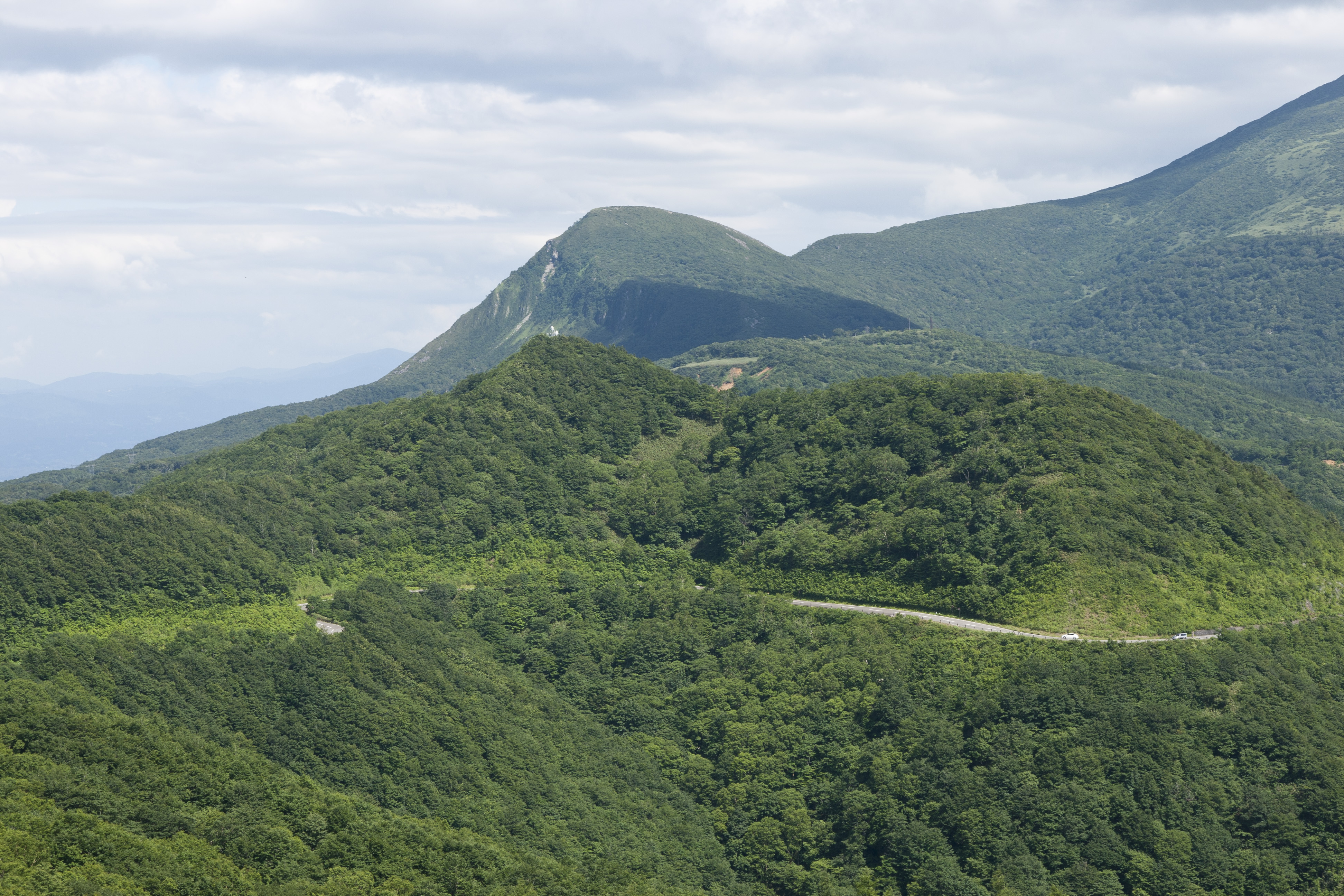
Góra Kimen
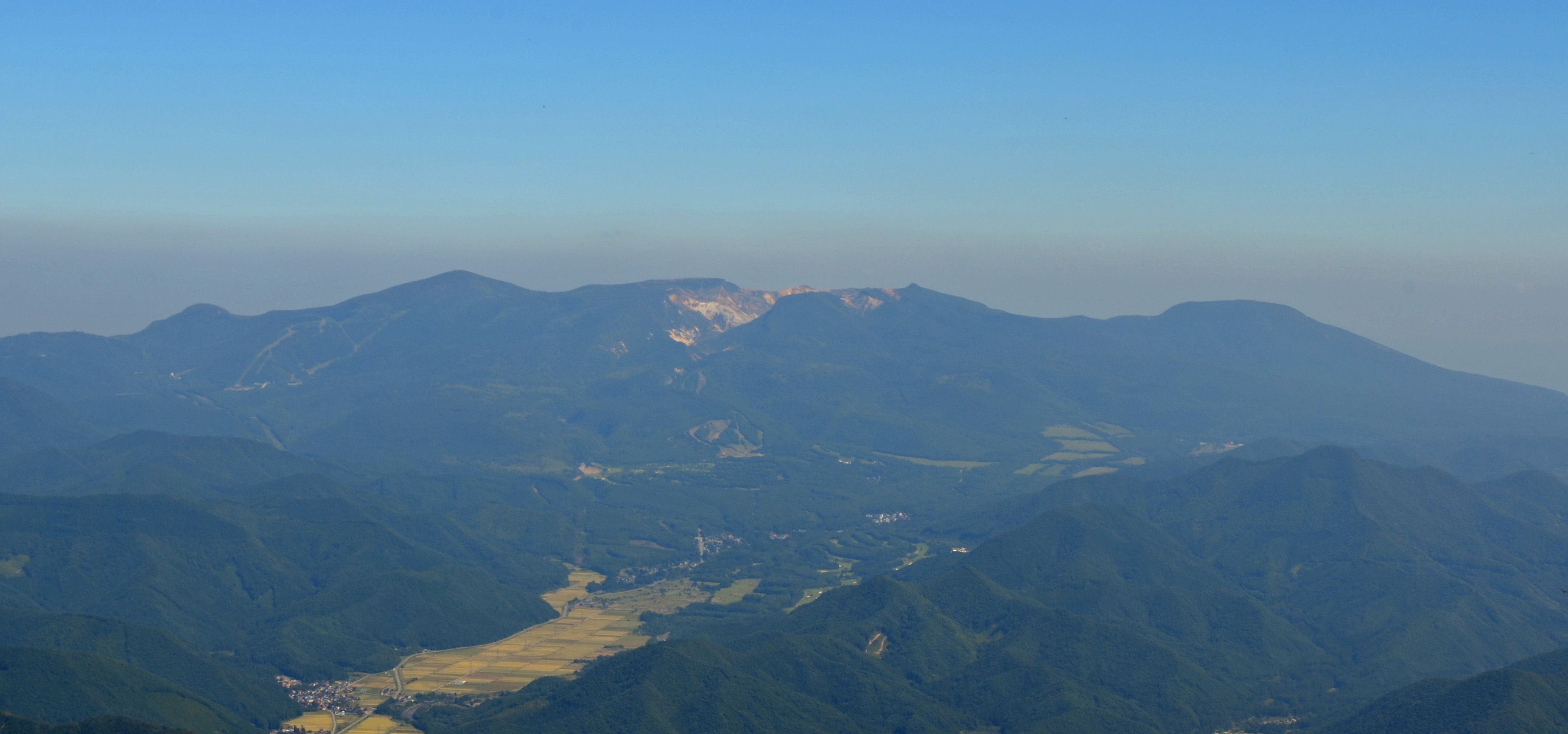
Masyw górski Adatara